# Lilly Dillenz

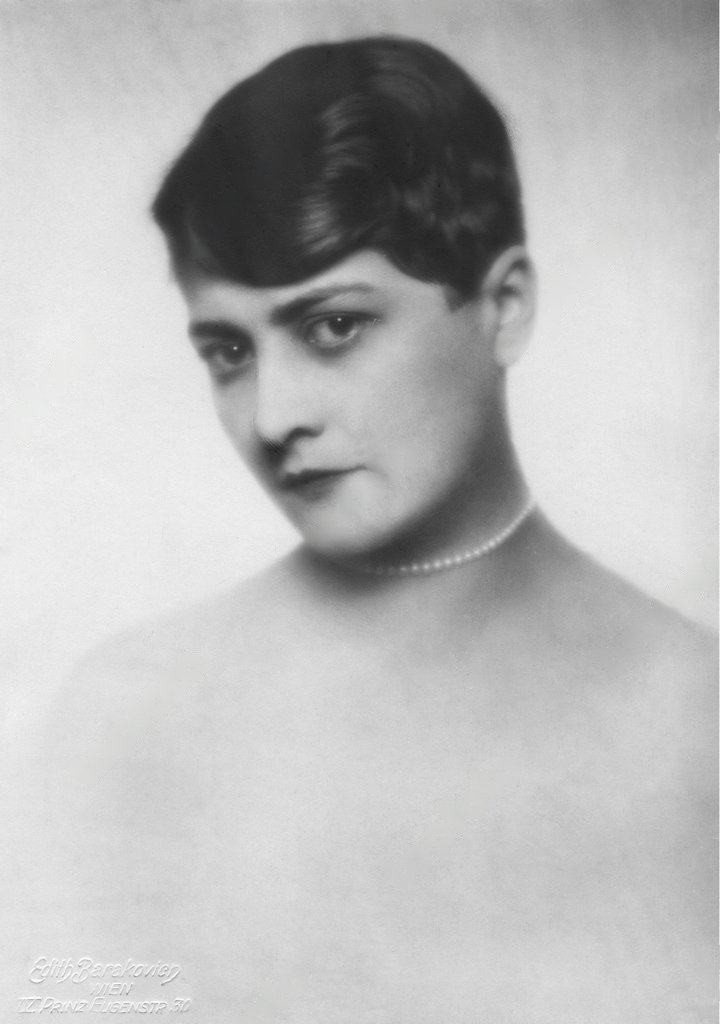
Lilly Dillenz (1927)

Elisabeth Leonore Dillenz, geborene Elisabeth Leonore Hollitzer (6. September 1896 in Wien – 19. März 1964 in Hainburg an der Donau, genannt „Lilly“ und „Lily“) war eine österreichische Schauspielerin und Flugpionierin.

## Leben
Lilly Dillenz war die Tochter des österreichischen Malers, Karikaturisten, Sänger und Kabarettisten Carl Leopold Hollitzer (1874–1942) und dessen erster Ehefrau Olga Josefine Scholz (1873–nach 1917). Die Ehe ihrer Eltern dauerte sieben Jahre und wurde 1902 geschieden.
Carl Otto Czeschka, der mit Lillys Vater befreundet war, zeichnete 1904 Porträtstudien von ihr als Achtjährige.
Vor ihrer Schauspiel-Ausbildung bei Rainer Simons studierte sie ohne Abschluss an der Kunstgewerbeschule Wien bei Erwin Puchinger, Alfred Roller und dem Bildhauer Anton Hanak.
Von 1920 bis 1925 war sie mit dem an der Wiener Staatsoper beschäftigten Fagottisten Hugo Burghauser und ab 1925 mit dem Kunstmaler Richard Josef Dillenz (1892–1959) verheiratet.
Gemeinsam mit Richard Dillenz gründete sie die Firma Filmproduktion Wien, die Filme wie Frühlingsstimmen (1951) mit Paul Hörbiger produzierte. Ebenfalls gemeinsam initiierten sie in der Bad Deutsch-Altenburger Familienvilla das Carl-Leopold-Hollitzer-Museum,, das am 28. Juni 1958 eröffnet wurde. Jedoch Richard Dillenz starb nach schwerer Krankheit bereits am 25. Oktober 1959. Das Museum wurde wieder aufgelöst und seit 2000 befindet sich in der repräsentativen Hollitzer-Villa das örtliche Gemeindezentrum.

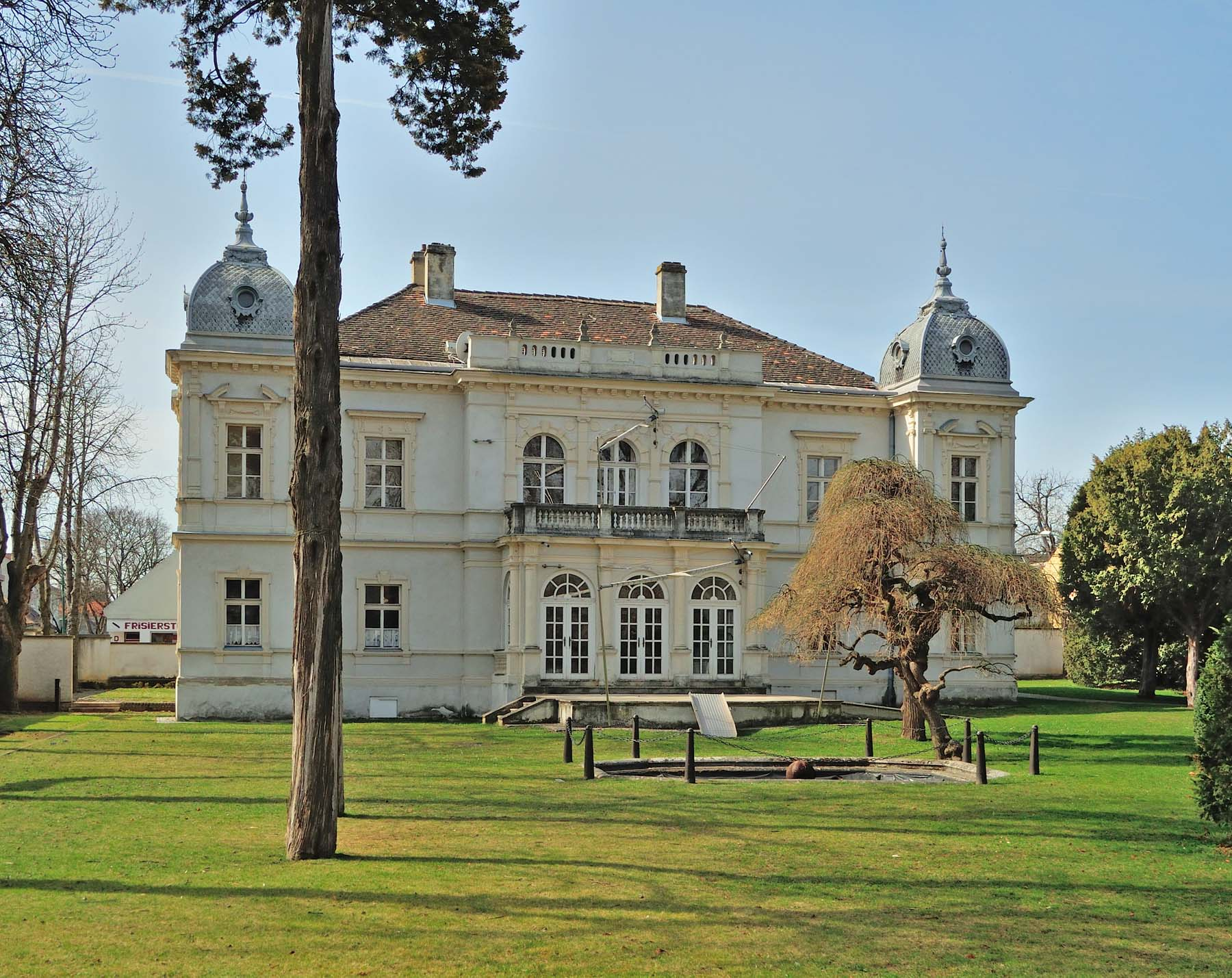
Die Hollitzer-Villa 2012

## Gescheiterte Atlantik-Überquerung
Für einen Transatlantik-Flug wurde die „Dillenz-Transozeanflug GmbH“ gegründet und mit den Junkers-Werken wurden terminliche und finanzielle Vereinbarungen zu diesem ehrgeizigen Projekt geschlossen. Als Passagierin wollte sie als erste Frau per Flugzeug 1927 den Atlantik von Ost nach West überqueren.
Der am 4. Oktober 1927 gestartete Flug unter dem Kommando von Frederick Loose sollte vom europäischen Festland nach Amerika führen, jedoch gelang der Start der Junkers G 24 (D-1230) nach einem Zwischenstopp auf den Azoren wegen Propellerdefekten nicht mehr. Die US-amerikanische Zeitung Daily Illini berichtete am 5. Oktober 1927, „Lilli Dillenz“ sei kurz vor der Abreise „an Bord geschmuggelt“ worden, denn bereits der Mitflug einer Frau bei einer versuchten Überquerung des Atlantik war damals eine Sensation. Amerikanische Zeitungen berichteten davon mit ihrem Foto. Die erste Frau, die den Atlantik tatsächlich nonstop überquerte, wurde dann wenige Monate später im Juni 1928 Amelia Earhart.

## Ehrungen
- Im Jahr 2018 wurde in der Seestadt Aspern in Wien-Donaustadt die Lilly-Dillenz-Straße nach ihr benannt.